# Cantone di Figeac-Ovest
Il Cantone di Figeac-Ovest era una divisione amministrativa dell'arrondissement di Figeac.
È stato soppresso a seguito della riforma complessiva dei cantoni del 2014, che è entrata in vigore con le elezioni dipartimentali del 2015.
Comprendeva parte della città di Figeac e i comuni di:
- Béduer
- Camboulit
- Camburat
- Capdenac
- Faycelles
- Fons
- Fourmagnac
- Lissac-et-Mouret
- Planioles